# Teleonemia scrupulosa
Teleonemia scrupulosa är en insektsart som beskrevs av Carl Stål 1873. Teleonemia scrupulosa ingår i släktet Teleonemia och familjen nätskinnbaggar. Inga underarter finns listade i Catalogue of Life.